# NGC 76
NGC 76 este o galaxie lenticulară localizată în constelația Andromeda. A fost descoperită de către Guillaume Bigourdan în 22 septembrie 1884.